# Magyar Bibliophil Társaság
A Magyar Bibliophil Társaság egy 1920 és 1949 között működő magyarországi szervezet volt, mely hármas funkciót töltött be: könyvkiadói, kiállításszervező és könyvművészeti versenyrendező tevékenységet folytatott.

## Története
A Társaság alapító közgyűlését 1920. október 17-én tartotta. Alapítói az alapszabályzatban azt jelölték meg elsődleges céljuknak, hogy előremozdítsák „a művészi szempontból értékes könyvek előállítását, gyűjtését és terjesztését”. Hármas tevékenységi körük már ekkor megfogalmazódott, hiszen a könyvek, folyóiratok és évkönyvek kiadása mellett az előadások és kiállítások szervezése, valamint a pályázatok kiírása is szerepel az alapszabályzatban.
A kor két jeles könyvművészét, Tevan Andort és Kner Imrét is igyekeztek megnyerni a Társaságnak, azonban a békéscsabai Tevan – noha formálisan belépett a Társaságba – szinte egyáltalán nem vett részt a szervezet működésében, és egy ideig a gyomai Kner egy is ellenségesen viszonyult a Társasághoz, kemény szavakkal bírálva őket. 1921-ben a következőket írta egy levélben: Hagytam tehát, hadd csinálják nélkülem, de a katalógusban már rémes marhaságokat látok. Nekem igazán nincs szükségem rájuk. Később azonban módosított álláspontján, tagja lett az egyesületnek, még választmányi tisztséget is vállalt, s a Társaság kiadványainak olykor nem csupán elkészítője, hanem mecénása is volt. A Magyar Bibliophil Társaság fénykorát az 1920-as, 1930-as évek fordulóján élte, ekkor jelent meg kiadványaik többsége és ekkor kezdték híres könyvművészeti versenyeiket megrendezni.
Az 1930-as években a Társaság hanyatlásnak indult. Sorra léptek ki a tagok, néhányuk az 1937-ben megalakult, ám igen rövid életű szervezetbe, a Magyar Bibliofilek Szövetségébe lépett át, emellett anyagi problémákkal kellett küzdeniük, és ezt csak tetézte a világháború kitörése, amely gyakorlatilag véget vetett a Társaság mindenfajta tevékenységének. 1945 után nagy reményekkel kezdték meg újra a működésüket, azonban miután a nagy tervek közül mindössze egyetlen könyvkiállítást tudtak megvalósítani, a Magyar Bibliophil Társaság 1949-ben feloszlott.

## Tevékenységei

### Könyvkiadás
A Társaság kiadványait elsősorban a tagok számára jelentette meg, a bibliofil jellegnek megfelelően alacsony példányszámban, sorszámozva azokat, de bizonyos könyvek a könyvpiacra is kikerültek. Ezt részben kényszerűségből tették, mivel különlegesen igényes kiadványaik elkészítése a rendelkezésre állónál nagyobb összeget vett igénybe, s ebből következett az is, hogy gyakran más intézményekkel közösen adtak ki egy-egy könyvet.
A Magyar Bibliophil Társaság első kiadványa 1921-ben jelent meg, Petőfi Sándor Czipruslombok Etelke sírjáról című kötetét az Egyetemi Nyomda készítette el négyszáz példányban. Ez a könyv máris kijelölte a követendő irányvonalat: a klasszikus szerzők megjelentetését. Így is történt – a könyvtörténeti szakmunkákat leszámítva –, mindössze három olyan kiadvány jelent meg a Társaság több évtizedes tevékenysége során, amely modern szerző munkája volt.
Már az alapszabályzatban is benne foglaltatott, hogy amint lehetősége lesz rá, a Társaság folyóiratot vagy évkönyvet fog megjelentetni. Előbbit az anyagi lehetőségek korlátozott volta nem tette lehetővé, és évkönyvet is mindössze két alkalommal sikerült kiadniuk. Az 1928-ban elkészített első kötet után a másodikat 1929 helyett csupán 1931-ben sikerült kiadni, ez volt a Magyar Bibliophil Társaság utolsó időszaki kiadványa.

### Kiállítások
A Társaság első magyarországi kiállítását 1921-ben rendezték A XX. század könyvművészete címmel. A kiállításon a modern könyvművészetet kívánták bemutatni, ám az anyag megválasztása igencsak egyoldalúra sikeredett. Ezt bírálta Kner Imre is fentebb idézett szavaival, és maguk a tagok is belátták, ezért 1932-ben megismételték a kiállítást. További hazai rendezvényeik már jóval sikeresebbek voltak, nagyszabású bemutatóik mellett kisebb, úgynevezett kamarakiállításokat is rendeztek. A Magyar Bibliophil Társaság működésének utolsó jelentős eseménye is egy hazai könyvbemutató volt, az 1947-ben megvalósult Szép francia könyv című kiállítás.
A Társaság első külföldi kiállítására 1922-ben, Firenzében került sor. Itt rendezték meg ebben az évben a Nemzetközi Könyvkiállítást és Vásárt, és a világháború után ez volt az első alkalom, hogy Magyarországot meghívták egy rangos könyvszakmai rendezvényre. Azonban hiába aratott nagy sikert a Társaság bemutatója Firenzében, mégis szomorú emlék lett a kiállításból, ugyanis számos könyvritkaság elveszett, és sosem került elő. A későbbi külföldi bemutatók már probléma nélkül zajlottak le, különösen az 1927-es lipcsei kiállítás sikerét érdemes kiemelni, melynek anyagát Végh Gyula, Kner Imre és Kozma Lajos állította össze.

### Könyvművészeti versenyek
A Magyar Bibliophil Társaság 1929-ben rendezte meg története első könyvművészeti versenyét, amelynek keretében az adott évben kiadott könyvek közül az öt legszebb munka díjazására került sor. Az erre vonatkozó indítványt Kner Imre nyújtotta be a Társaság közgyűlése elé, melynek értelmében a pályázatra benevezett könyvek közül a legszebb ötvenet kiállították, és ezek közül választotta meg a Társaság tagjaiból álló zsűri az öt díjazott munkát.

## Híres tagjai
- Apponyi Sándor gróf – diplomata, bibliográfus, a Társaság díszelnöke
- Babits Mihály – költő
- Dézsi Lajos – irodalomtörténész
- Elek Artúr – író
- Fitz József – könyvtáros, nyomdászattörténész
- Hoffmann Edith – művészettörténész
- Kner Imre – nyomdász, könyvművész
- Kosztolányi Dezső – költő
- Kozma Lajos – építész, iparművész
- Lukinich Imre – történész
- Tevan Andor – könyvkiadó, nyomdatulajdonos
- Végh Gyula – művészettörténész, az Iparművészeti Múzeum főigazgatója